# 沈海高速温岭段槽罐车爆炸事故
沈海高速温岭段“6·13”液化石油气运输槽罐车重大爆炸事故指的是2020年6月13日16时43分6秒，发生在中华人民共和国浙江省台州温岭市甬台温高速公路（属沈海高速公路）上由槽罐车爆炸引发的一起交通事故。当日一辆由宁波市开往温州市、运输液化石油气的槽罐车在该高速的温岭西出口处发生爆炸事故，其随即由匝道直接被炸飞至附近厂房小区，泄露的高浓度油气发生二次爆炸与大火。
截至2020年6月19日，事故共造成20人死亡，175人受伤，其中24人重伤。事故造成的直接经济损失达9477.815万元人民币。媒体称本次事故可能是“近20年来最严重的一起运行中的液化石油气槽罐车爆炸事故”。由浙江省人民政府部门组建的事故调查组于12月31日发布调查报告，认定该事故是一起液化石油气运输槽罐车超速行经高速匝道引起侧翻、碰撞、泄出，进而引发爆炸的重大生产安全责任事故。

## 事故背景

### 发生地点
事故发生地位于浙江省温岭市大溪镇良山村附近的甬台温高速公路（沈海高速公路）温岭大溪出口。甬台温高速是浙江东南沿海地区最早的高速公路，在2003年建成全线通车运营，一直以来是浙江东南沿海地区的交通要道，日均流量3.8万至4.2万辆，但是随着沿线宁波、台州、温州三地经济迅速发展以及浙江高速路网的成型，其运载能力已经远远满足不了运营需求，部分路段道路高峰拥堵，局部时段通行交通量已经接近通行上限，而2019年通车的甬台温复线高速（甬莞高速公路）台州段缓解了部分交通压力。甬台温高速（台州温岭市）大溪至（温州乐清市）雁荡段是属于浙江省规定的危化品车禁止通行地段。如果危化品车辆从宁波返程，需要从大溪出口下改走104国道。
事故发生具体路段为位于沈海高速公路浙江温岭段温州方向温岭西出口C匝道与环形A匝道衔接路段。事发路段道路和交通安全设施原为浙江省交通设计院于1995年8月设计，9月开工建设，1997年12月投入运行。2013年，路段业主单位台州市高速公路集团股份有限公司对辖区高速公路在匝道弯道处改装旋转式防撞护栏，进行交通设施安全等级提升改造。改造工程由西安长安大学工程设计研究院有限公司设计，由台州市路马交通安全设施有限公司于2014年开始施工建设。经检测鉴定，事故地点旋转式防撞护栏与跨线桥混凝土护栏未进行搭接过渡施工，不符合设计文件和标准规范相关要求，且改造工程并未竣工验收。:8-9良山村邻村的多位村民对东方网纵相新闻称，发生爆炸的高速下匝道，每年都会有大货车倾覆意外发生。
大溪镇位于温岭西部，是中国城镇改革的重要试点地之一，当地主要产业为水泵制造业和日用品塑料产业，甬台温高速和高铁都经过此地。台州方山－长屿硐天景区也在镇内。

### 事故车辆及所属企业

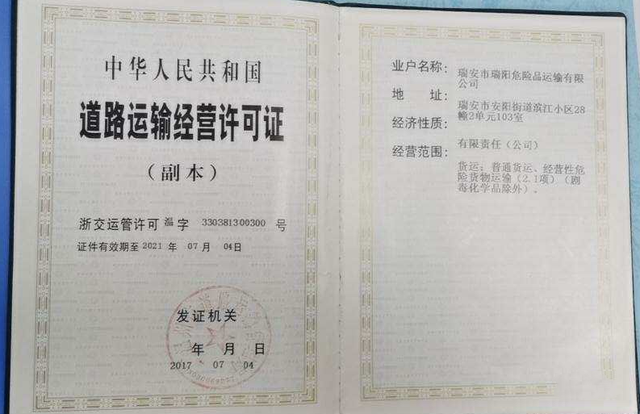
瑞安市瑞阳危险品运输有限公司的《道路运输经营许可证》（副本）

发生事故的槽罐车运输液化石油气，其牵引车牌号为浙CM9535，挂车牌号为浙CM138挂。涉事槽罐罐体上的液位计为2018年生产，罐体下次年检时间为2021年4月。按照一年一检的规定，该罐体应在事故前已经完成年检。该车辆属瑞安市瑞阳危险品运输有限公司。该公司成立于2003年3月5日，法定代表人为叶岩福，注册地位于瑞安市安阳街道望滨路滨江小区。该公司曾先后十余次因为安全生产等问题违反法律，受到瑞安市道路运输管理局的行政处罚。公司有运输车辆64辆，其中槽罐车10辆；有驾驶员49名，押运员31名，资质齐全。瑞阳公司的注册地在一个老旧的居民小区的弄堂里，有两三个店面。公司内悬挂有瑞安市燃气协会的标牌。小区不少居民说，在他们的印象里这里是给居民家中送煤气罐的，费用随楼层高低而变化，每高一层多收1元钱，他们也不认识公司老板；公司平时很少开门，从6月13日出事后就热闹起来了。瑞安当地论坛有人称，瑞阳公司占据瑞安市城区70%的液化气（煤气罐液化气）份额。
槽罐车上有两名司机，司机熊浩32岁，押运员谢志高37岁，槽罐车驾龄均达一年半。熊浩有危货运输驾驶员及押运人员资格证，有效期自2019年4月18日至2025年4月18日，由温州市交通运输局核发。谢志高有道路危险货物运输押运人员资格证，有效期自2018年1月10日至2024年1月19日，由湖南省怀化市道路运输管理处核发。经调查，两人驾驶证和从业资格证申领符合相关规定，且状态正常:5。他们平时跑的是宁波、温州线路，运送温州昌泰电力燃气有限公司的液化气。两名司机均在本次事故中遇难。关于该车为何要在温岭下高速，当地有人说可能是司机之前突然发现车辆异常，想下高速进行仔细检修；有说是因为再往前面有一个较长隧道，禁止危险物品运输车辆通行；还有的说是为了节省过路费等等。

### 其他相关企业
温州昌泰电力燃气有限公司于2000年11月7日成立，注册地位于温州市环城东路海坦山庄。其法定代表人和最大股东（占股80%）与瑞阳公司的法定代表人是同一人，即叶岩福。该公司也被温州、瑞安的行政部门处罚，次数达20多次。一名厢式货车司机对记者称，该公司所在地是液化气的灌装厂，槽罐车将液化气拉来后进行分装，再由配送车辆送给终端用户。温州市燃气协会副秘书长金植元介绍说，温州市区的瓶装燃气供应主要由昌泰等4家公司运营，其中昌泰公司主要向瓯海区和鹿城区供气。叶岩福名下有20多家公司，他自1990年开始在瑞安开设液化石油气经营企业，2000年开始到温州开办液化气企业，在瑞安当地显得有些低调，他的几家企业门面都显得不起眼；而在温州市区的几家企业开设在居民区里。据事后调查，事故槽罐车登记所有人为瑞阳公司，但实际由昌泰公司出资购买，主要为昌泰公司承担液化石油气运输服务，且驾驶人员、押运员工资、社保也由昌泰公司承担，存在违规挂靠经营的行为:13。
2005年3月29日，江苏淮安发生一起液氯大面积泄露事件，一辆载有35吨液氯的槽罐车与一辆大货车相撞，造成29人死亡、214人中毒。此后，危险品运输定位管理系统开始推行，危化品运输车辆受到动态监控和行轨迹追踪。瑞阳运输公司动态监控平台服务营运商为温州七星科技有限公司，成立于2013年12月6日，法定代表人杨翔，经营范围为车载卫星定位系统设备安装、维护及技术服务等。2015年9月17日，原浙江省道路运输管理局对该公司的浙江省道路运输车辆卫星定位系统平台服务商备案申请作出准予备案:10。据事后调查，该公司签订虚假动态监控服务协议，帮助瑞阳运输公司逃避GPS动态监控主体责任；并违规接受瑞阳公司委托的电子路单上传服务，按照事先设定的格式信息机械录入电子路单，而未核实路单真实信息，导致电子路单信息与实际运输信息不符:13。

### 危险品市场与液化石油气

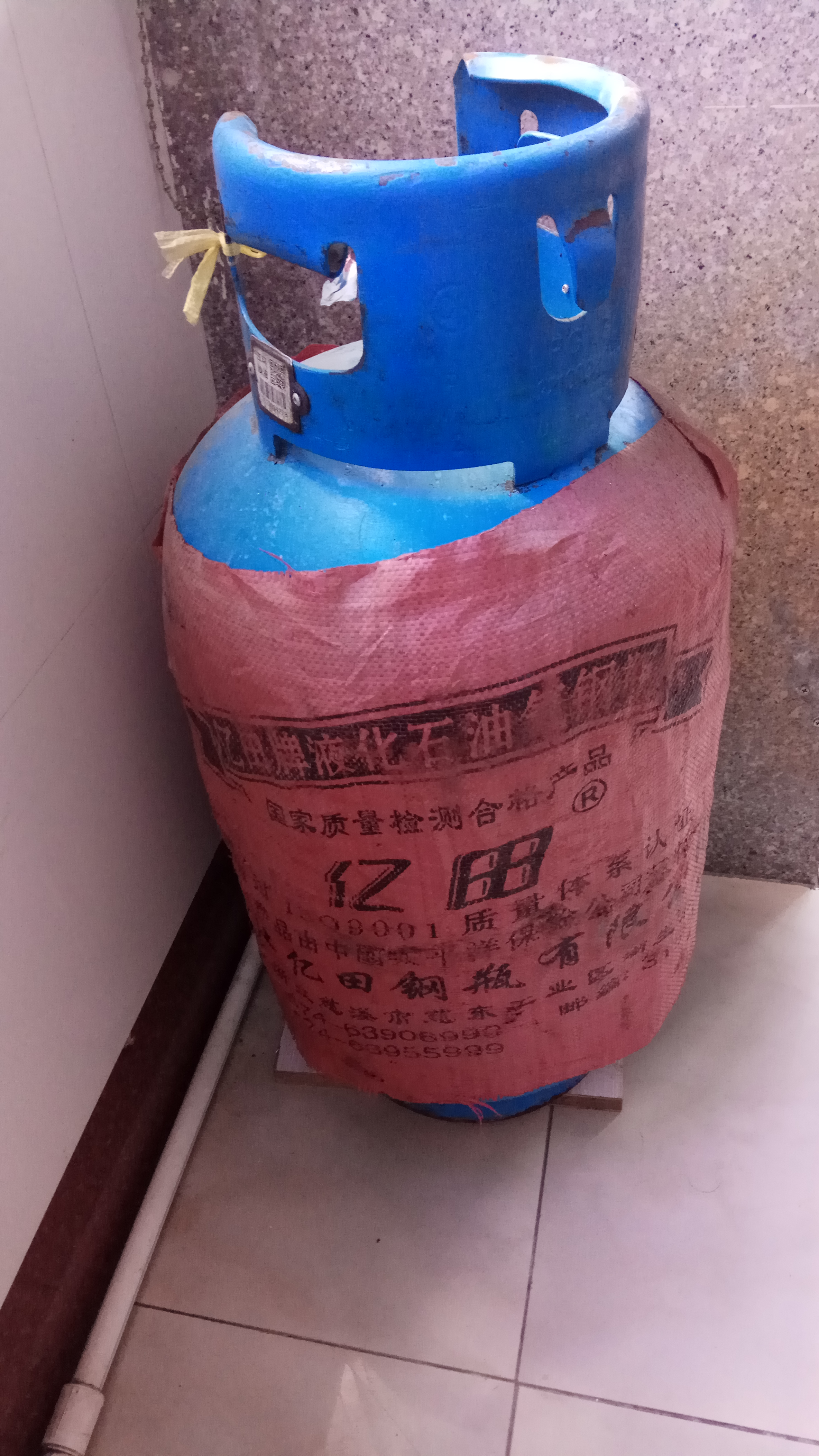
浙江台州、温州等地居民家中，常使用如图所示的液化石油气钢瓶（俗称煤气罐）

中国是危险品生产和使用大国。据统计，每天有近300万吨危险物品在道路上运输。国家统计局数据显示，2019年中国液化石油气产量4135.7万吨，同比增长8.8%；表观消费量为6069万吨，较2018年同比增长8.6%。中国液化石油气的消费需求主要分为燃料和化工。其中，燃料比重占总消费的53%，化工占47%。
液化石油气是丙烷和丁烷的混合物，伴有少量的丙烯、丁烯和用于察觉是否泄漏的气味剂乙硫醇。2020年6月初，中国四部门联合发布的《特别管控危险化学品目录（第一版）》中，液化石油气被列为“易燃气体”第一名。液化石油气燃烧的火焰可达1800摄氏度以上，爆炸速度在2000－3000米/秒。1公斤液化石油气的热值约为46100千焦，而1公斤TNT炸药的爆炸能量约为4200千焦，1公斤液化石油气完全燃烧的热量约等于10公斤TNT炸药的能量。一只家庭常用的满罐煤气罐，爆炸热量相当于3000颗手榴弹，足以炸毁两层楼房。本次事故中储存液化石油气的槽罐装有19500升液化气，且有15个大气压，一旦气密性不佳，液化石油气泄漏时会变成气态并与空气混合，从而发生爆炸，完全爆炸的威力相当于TNT炸药的十倍。上海应用技术大学城市建设与安全工程学院安全工程（消防工程）副教授麻庭光称，现场如此强的冲击波，只有液化石油气和空气预混到一定的化学计量比才能发生。而通常液化石油气泄漏时不一定会发生爆炸，故本次事故有待深入调研。在浙江温州、台州一带，较多居民家中仍存在使用瓶装液化气的现象，整个温州地区至少有70%居民仍在使用瓶装液化气。温州曾推广过水煤气，但在发生了几次事故后，市民对管道燃气的信任度有所降低。但温州一直在推进普及管道燃气，在新建造的住宅楼中采用管道燃气。
事故车辆是从宁波市北仑区大榭开发区的一个液化石油气码头装载液化石油气之后，驶上高速并发生事故的。码头由宁波百地年液化石油气有限公司管理，该公司成立于1997年12月3日，法定代表人严维山。宁波大榭开发区是国家级经济技术开发区，其三大支柱产业中即有“临港石化”，它也是大榭开发区的主导产业。该开发区拥有中海油大榭石化产业园等产业园，据称已发展成为长三角重要的临港石化产业基地之一。宁波石化工业始于1957年，逐渐发展成了全市工业中产值比重最大的产业，宁波也成为全国重要的石油化工基地之一。

## 事故经过

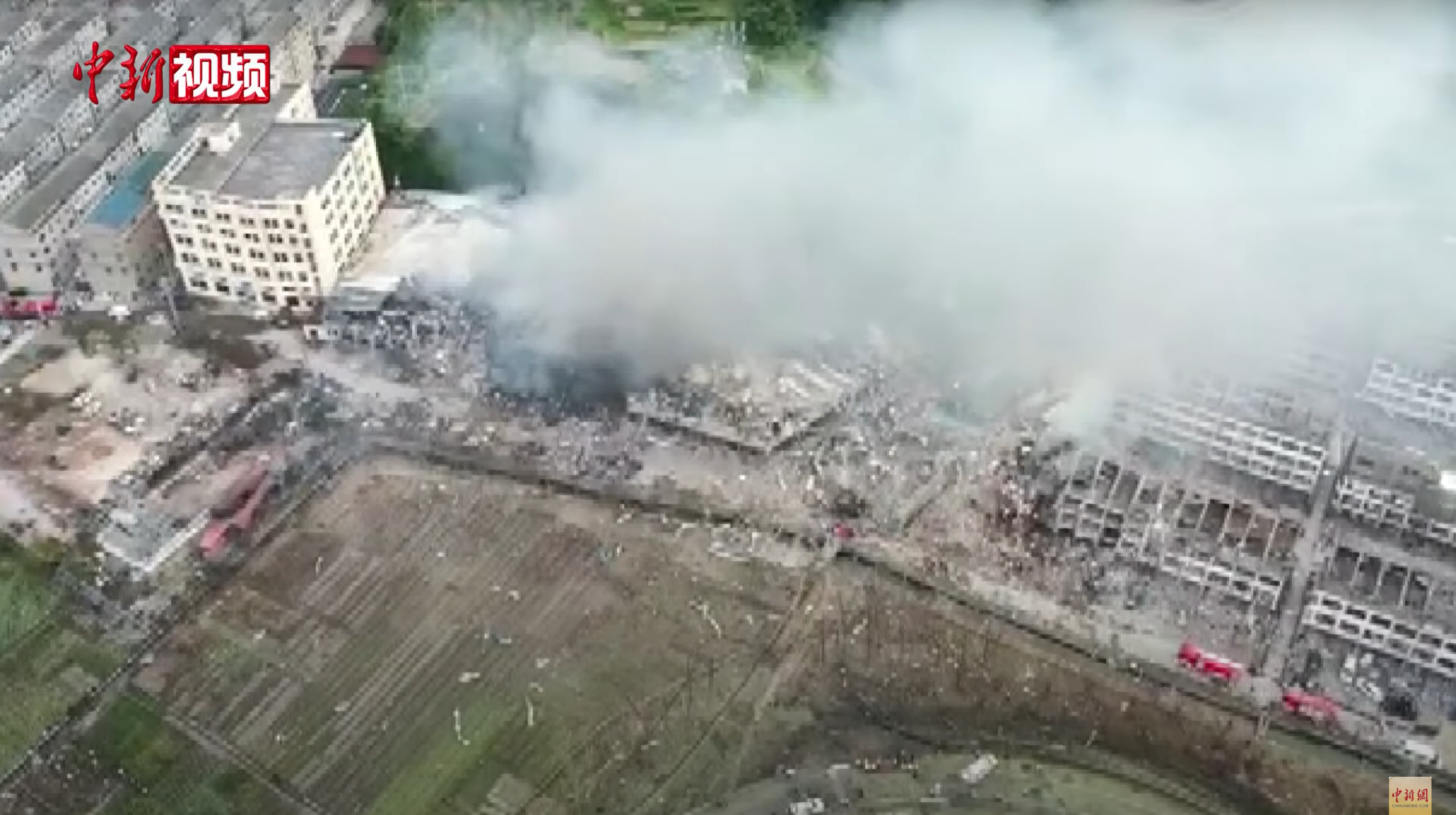
事故现场空拍，照片下方即該車行經的高速公路出口匝道，鄰近該匝道的房舍嚴重受損

6月13日5时51分，一辆运输液化石油气的槽罐车从温州昌泰电力燃气有限公司梅屿储备站（浙江省温州市瓯海区郭溪街道梅屿村梅电路3号）出发前往浙江省宁波市，11时45分到达宁波市北仑区大榭开发区关外路1号百地年液化石油气码头，充装25.36吨液化石油气。13时02分，启程从百地年液化石油气码头返回温州市瓯海区。当天，两司机轮换驾驶车辆，持续驾驶时间均未超过4小时，累计时间均未超过8小时。16时40分54秒，该车驶入沈海高速公路温州方向温岭西出口匝道。:3,616时41分16秒，半挂车后部开始向右倾斜，两秒后车体完全向右侧侧翻，碰擦匝道外侧旋转式防撞护栏并向前滑行，紧接着罐体与匝道跨线桥混凝土护栏端头发生碰撞，罐体破裂、解体，牵引车和半挂车分离。其中罐体残片及半挂车呈不同方向飞出，罐体中的液化石油气迅速泄出、汽化、扩散并蔓延。16时42分58秒，扩散至沈海高速温州往宁波方向跨线立交桥下的石油气首先发生爆燃，火势向西蔓延，于8秒后发生大面积剧烈爆炸。:3
据附近村民回忆，爆炸先是发生了一次，以为是周围的饮水工程搞爆破，但一分钟后又接连响起两声巨响。驾驶员飞出车外，附近多辆车的行车记录仪拍下重型拖车甚至远远被炸飞出高速的画面。被炸飞的槽罐车砸塌了路边的一间厂房。爆炸分裂后的罐体飞出撞击到一幢民房，其三、四层都被削去一半，屋顶也掀翻在地。罐体还压到了一辆红色轿车。石油气发散形成浓密的白色烟雾，并引起大火与第二次爆炸，致周边200余间民房及风机厂、纸箱厂等厂房倒塌，附近村里绝大多数房屋玻璃破碎，有房屋几乎被炸成平地，也有厂房的房顶被掀掉，道路上散落着很多烧黑的水泥砖石。事故现场附近的台州甲乙机电有限公司的三层厂房垮塌大半。现场升起蘑菇云，声音剧烈，据称“整个镇都能听到爆炸声”，现场弥漫着烟雾，有燃烧的刺鼻味。据浙江省地震台网测定，爆炸现场发生了一次相当于0.3级地震的非天然地震事件。事故车后方是一辆集装箱卡车，卡车司机在爆炸发生后找到空地趴下，得以死里逃生。

### 事故进展
| 日期    | 时间     | 新增死亡    | 总死亡 | 总受伤 | 新增救出 | 备注                                                                            | 来源          |
| ------- | -------- | ----------- | ------ | ------ | -------- | ------------------------------------------------------------------------------- | ------------- |
| 6月13日 | 19时05分 | 4人当场死亡 | 4人    | 50余人 |          | 伤者被送往温岭市第一人民医院、温岭东方医院、 台州中西医结合医院、台州骨伤医院。 | [ 3 ] [ 32 ]  |
| 6月13日 | 20时30分 | 6人抢救无效 | 10人   | 117人  |          | 倒塌房屋内有人员被困失联。                                                      | [ 33 ]        |
| 6月13日 | 21时03分 |             |        |        | 13人     |                                                                                 | [ 30 ] [ 34 ] |
| 6月13日 | 22时50分 |             |        |        | 1人      |                                                                                 | [ 35 ]        |
| 6月13日 | 23时     | 2人抢救无效 | 12人   | 166人  |          |                                                                                 | [ 36 ]        |
| 6月13日 | 23时05分 |             |        |        | 1人      |                                                                                 | [ 35 ]        |
| 6月14日 | 0时20分  | 2人现场发现 | 14人   |        |          |                                                                                 | [ 37 ]        |
| 6月14日 | 2时45分  | 2人现场发现 | 16人   |        |          |                                                                                 | [ 38 ]        |
| 6月14日 | 4时10分  | 2人现场发现 | 18人   | 189人  |          | 台州市恩泽医院和温岭市中医院加入伤者救治， 共有6家医院承担伤者救治工作。        | [ 39 ] [ 40 ] |
| 6月14日 | 9时30分  | 1人现场发现 | 19人   | 172人  |          | 事故新闻发布会在温岭市大溪镇人民政府举行。                                      | [ 11 ]        |
| 6月15日 | 7时      | 1人         | 20人   | 172人  |          |                                                                                 | [ 41 ] [ 42 ] |
| 6月19日 |          |             | 20人   | 175人  |          |                                                                                 | [ 43 ]        |

6月14日9时30分，6·13沈海高速温岭大溪段槽罐车爆炸事故新闻发布会在温岭市大溪镇人民政府举行。会上发布的数据显示，事故已造成19人遇难，172人住院治疗，其中24人重伤。其中，有一16岁男孩在家写作业时被爆炸物砸中而身亡。6月15日凌晨2点，救援人员找到最后一名失联者。至此事故搜救完成，事故共造成20人遇难，172人受伤。截至6月15日7时许，伤势较重人员24人，生命体征平稳。至6月19日，事故共造成175人受伤。

## 事故处置

### 各级党政机关
事故引起中国共产党中央委员会、中华人民共和国国务院高度重视，国务院总理李克强等领导做出批示。中华人民共和国应急管理部党组书记、副部长黄明前往该部指挥中心，通过视频连线参与事件处置，并做出要求。应急管理部副部长孙华山带工作组赶赴现场指导事件处置。中华人民共和国公安部派出工作组赶赴现场，指导事故调查处置工作。国务院安全生产委员会安全生产和消防工作第六考核巡查组组长马有祥也在现场。6月14日，国务院安全生产委员会决定对事故查处实行挂牌督办。同日，中华人民共和国交通运输部安全委员会印发《交通运输部安委会关于切实做好危化品运输等重点领域安全生产工作 坚决遏制重特大安全生产事故的紧急通知》，部署加强行业安全生产工作。
中共浙江省委书记车俊、浙江省人民政府省长袁家军分别作出批示，要求台州市、温岭市科学组织现场施救，全力抢救受伤人员，迅速搜救被困人员，同时查明原因、举一反三，严防安全事故发生。车俊于14日早晨前往省委省政府值班应急指挥中心，指导事故处置工作。袁家军一行经3小时车程后，于14日凌晨0时50分到达事故现场，协调部署救援救治工作，并在浙江大学医学院附属第二医院、温岭市第一人民医院看望伤者和慰问医护人员。6月20日下午，车俊赶赴事故现场检查指导处置工作，慰问干部群众和伤者。
事故发生后，台州市、温岭市两级党政机关启动应急处置预案，全力抢救伤者。中共台州市委书记李跃旗、台州市人民政府市长吴海平等市领导赶赴现场指导。6月14日晚，台州市委常委、温岭市委书记徐仁标主持召开市委常委（扩大）会议，指出要“争分夺秒，发扬连续作战作风，全力以赴妥善做好后续各项工作”。浙江省、台州市和温岭市组织公安、消防、医护力量及当地的镇、村干部，组织救援、疏散群众，并统筹医护力量做伤员救治工作。对伤势较重人员一对一成立救治小组，实行“一人一策”、“一人一方案”。

### 现场救援
6月13日16时42分许，温岭市110指挥中心接到群众报警，立即电话告知温岭市应急管理局应急值班中心，温岭市应急管理局迅速展开工作:4。事故发生后，周围群众互帮互助，开展自救互救工作。一些台州市民自发送来物资，或在《台州晚报》的社交媒体后台留言，自愿参与事故的伤者救治和献血工作，也有市民给救援人员送来物资补给。台州市消防救援大队温岭大队于事故发生后接到报警，并派9个消防站、8个专职消防队的34辆消防车、138名指战员赶赴现场处置，调集周边的62辆消防车、316名指战员和6条搜救犬赶赴现场参与救援。事故发生5分钟后，事故发生地大溪镇的专职消防队首先到场。在大型机械到达现场前，消防员搭起梯子，搜索被困人员。17时08分，温岭大队城西消防救援站到场。18时10分，台州消防救援支队蔡卫国总队长率支队全勤指挥部到场。20时许，大型机械到达救援现场，救援人员运用大型机械起吊移开建筑构件，打开救援通道，用云梯车将消防员送入搜救。之后，现场救援陆续投入大型抢险救援机械设备30多台（套），出动151辆各类救援车辆、救援人员达2660多人次。此外，武警台州支队出动100余名官兵到达现场展开救援。天鹰、红豹、蓝天等民间救援队也参与了救援，其中温岭天鹰救援队因为距离事故现场较近，为第一支到达本次事故现场的民间救援队。
电力通讯方面，国网温岭市供电公司出动发电照明车，于18时40分接通现场照明，并派4辆发电车入驻医院。施工队于14日5时进场开展抢修，于16时30分恢复事故隔离点外2条10千伏线路及配变的供电，但有346户低压用户因房屋受损严重而暂未恢复送电。温岭移动出动27支共300多名人员参与维护抢修，恢复了良山和沙岸南两个基站所覆盖核心区域的网络通信。

### 群众安置和灾后重建
受灾群众主要集中在温岭市大溪镇良山村、镇西村银河片，有较多村民。该镇采取投亲靠友、宾馆临时安置相结合，设立了13个安置点，主要是镇内的所有宾馆和泽国、横峰的部分宾馆。安置点为751名受灾群众提供免费食宿，并设立医疗卫生和心理健康咨询室等设施。所有吃住费用均由政府支付。台州、温岭两级政府迅速成立家属接待工作专班，对遇难、重伤人员家属落实专人对接，已与全部遇难人员家属签订赔偿协议并及时赔付，平稳有序进行善后处理:4-5。
房屋修缮重建和企业复工复产等工作有序开展。两家受影响的企业已经搬迁至周边的小微园区，一家于2020年6月恢复部分生产，另一家于7月复工。事故发生5天后，浙江省交通设计院接到温岭西互通应急抢险加固维修设计委托，随即开始与台州市交通勘察设计院联合研究抢险设计方案。6月23日，维修方案顺利通过专家评审。7月11日，互通施工图设计通过审查。

### 伤者救治

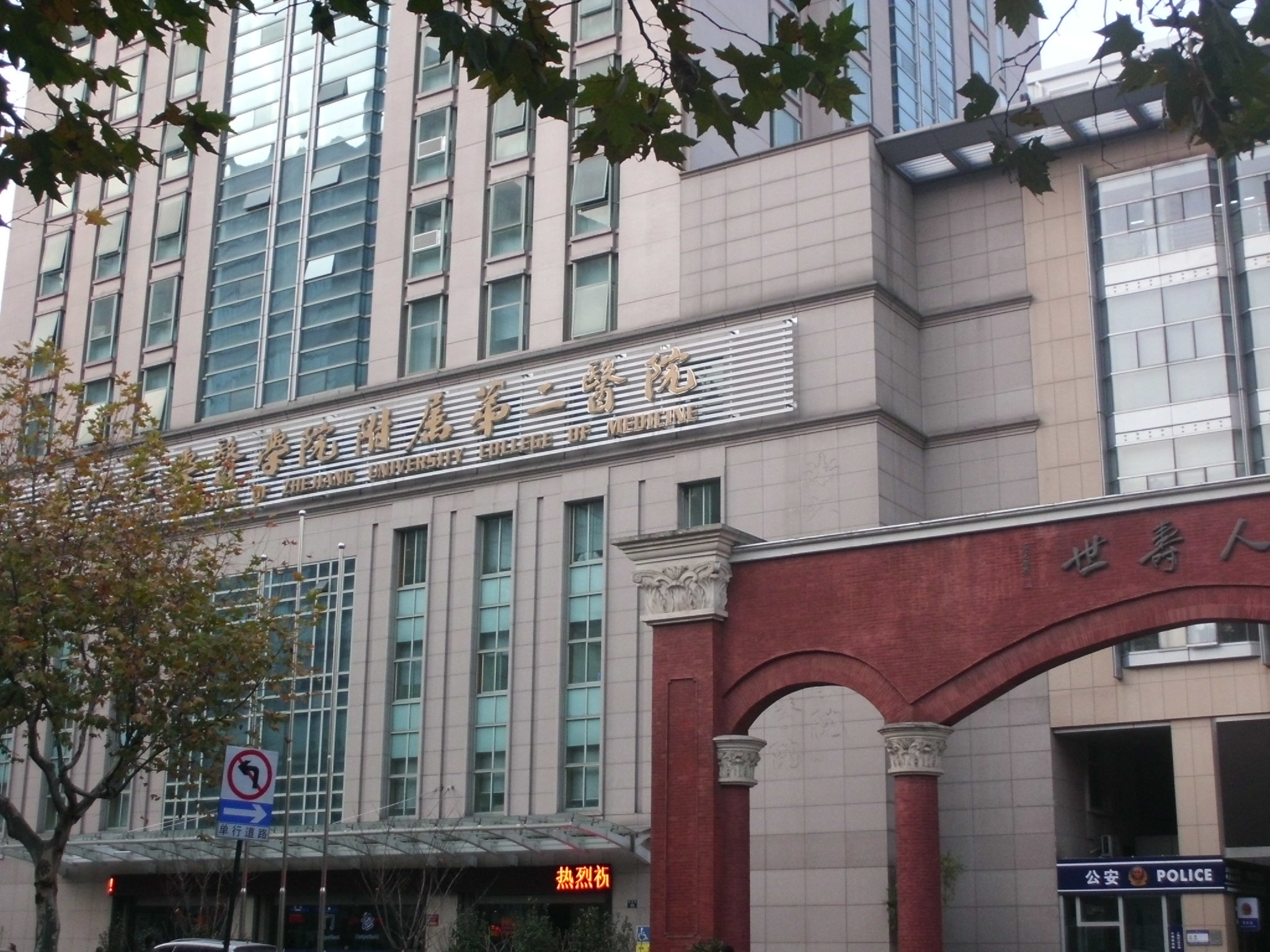
浙江大学医学院附属第二医院拥有丰富的创伤治疗经验，在本次事故中组建专家团队收治重症伤者

本次事故造成的伤害以爆炸伤为主，包括烧伤、脑外伤、皮肤外伤及骨折等。爆炸发生约9分钟后，距离事发地3公里左右的温岭东方医院急救站的3名急救人员赶到，这是爆炸后第一支抵达现场的救援队伍。温岭市共出动630多名医护人员投入救治，浙江省、台州市两级的62名专家第一时间抵达温岭，指导伤者救治工作。台州6家医院参与伤者收治。其中，温岭市第一人民医院共收治病人79人，是本次事件中收治伤者最多的医院，其中危重症14人、重症3人。年龄最高的重症患者达到94岁，其烧伤面积达40%；另有部分病人烧伤面积达到95%。一位患伤、烧伤面积达90%的患者经无法辨别身份。该院成立专门的医疗救治领导小组，有250多名医务人员投入抢救工作。温岭东方医院也成立了由76名医护人员组成的救治小组，开通急救绿色通道，至14日早上6时共收治伤者51人，多数为轻伤，烧伤、重症病人均被转院至温岭市第一人民医院和台州恩泽医院。浙江大学医学院附属儿童医院、浙江大学医学院附属第二医院、温州医科大学附属第一医院、浙江省立同德医院、台州市第二人民医院等医院的专家、医疗团队赶往温岭支援救治工作。
6月14日13时45分，一架从宁波起飞的救援直升机抵达温岭市第一人民医院，将两名伤者转至杭州的浙江大学医学院附属第二医院（浙大二院）滨江院区接受治疗。该院还派出救护车转送6名伤者。8人均为危重复合伤、重度烧伤。另有5名患者从台州恩泽医疗中心（集团）恩泽医院出发转送至浙大二院。次日下午，又有7名危重患者通过120急救车，转运至浙大二院救治。

### 环境监测
事故当日晚间，台州消防救援支队黄岩大队消防指战员稀释了有残留物的液化罐体。事故发生后，浙江省生态环境厅和台州市生态环境局应急专家来到现场，指导帮助处置工作。台州市生态环境局温岭分局组织应急人员赶赴现场，在事故现场附近的良山溪及下游大溪河采集水质样本进行应急监测；并采集了事故现场及周边的环境空气样本，送到台州市环境监测中心站进行检测。据初步判断，石油气已經烧尽并散逸，事故没有对现场造成明显环境污染，但由于灭火过程中有部分消防用水直接进入良山溪，下游河道约300米处仍然被生态环境部门人员封堵，以防次生污染。6月14日，台州市环境科学设计研究院大气污染移动监测走航车前往现场，开展全路段空气质量实时监测。台州市生态环境局温岭分局排查了受损企业，搬离剩余储存油漆，防止次生污染。

### 附近交通
浙江省高速交警总队台州支队对沈海高速台州段的温岭西、台州南、台州、临海南四出口进行双向进口关闭，温向临海北与三门进口关闭，温向临海南与台州南出口实行分流。台金高速台向白水洋、临海西进口关闭，双向临海市区进口关闭，金向沿江、涌泉、章安与杜桥进口关闭，台向临海市区出口实行分流。至21时03分，共在事故现场及附近村庄救出13人。至6月23日，沈海高速往温州方向温岭西上、下高速两处匝道仍处于关闭维修状态（往宁波方向温岭西进、出口已正常通行）。中央电视台新闻中心的“央视新闻”账号在新浪微博和哔哩哔哩动态呼吁，不要前往事故现场围观，给救护车、消防车让出通道。

## 事故调查及处理结果
依据《中华人民共和国安全生产法》、《生产安全事故报告和调查处理条例》和《浙江省生产安全事故报告和调查处理规定》等有关法律法规，6月14日，经浙江省人民政府同意，沈海高速温岭段“6·13”液化石油气运输槽罐车重大爆炸事故调查组成立。事故调查组由浙江省应急管理厅牵头，省公安厅、省交通运输厅、省市场监管局、省经信厅、省建设厅、省总工会等部门，温州市、台州市两地政府有关负责人，国内交通、车辆、爆炸、特种设备等领域的权威机构和专家参加。:2叶岩福及瑞阳公司的安全员在事故发生当晚被浙江警方控制，公司的槽罐车危险品运输业务也被暂停。12月31日，浙江省应急管理厅网站发布了沈海高速温岭段“6·13”液化石油气运输槽罐车重大爆炸事故调查报告。

### 事故直接、间接原因
经司法鉴定中心检测鉴定，事发时牵引车变速器处于第十前进档位，车辆在发生侧翻前行驶速度分别为每小时52.37－54.80公里、每小时52－57公里，而事发路段限速为30公里/小时，事故车辆为超速驾驶状态:6。事故调查组认定，该事故是一起液化石油气运输槽罐车超速行经高速匝道引起侧翻、碰撞、泄出，进而引发爆炸的重大生产安全责任事故。:3认定事故的直接原因是：谢志高驾驶车辆从限速每小时60公里的路段，行驶至限速每小时30公里的弯道路段时，未及时采取减速措施，导致车辆发生侧翻，罐体前封头与跨线桥混凝土护栏端头猛烈撞击，形成破口，在冲击力和罐内压力的作用下快速撕裂、解体，罐体内液化石油气迅速泄出、汽化、扩散，遇过往机动车产生的火花爆燃，最后发生蒸汽云爆炸。事故的间接原因，则是旋转式防撞护栏未按设计施工不符合相关技术标准要求。调查组排除了车辆故障、罐体材料实际性能不满足要求、驾驶人员无资质或违法驾驶等因素。:11-12但调查组发现，事故中的罐式半挂车生产企业湖北程力专用汽车股份有限公司，存在违规获取机动车产品许可准入、罐体制造未执行新标准、为获取罐车压力容器监检证书虚构合同等问题。这些问题不是导致事故发生的因素，按照属地管辖原则，调查组将上述问题线索移送湖北省有关部门处理。:23

### 相关单位主要问题
调查组认定：瑞阳公司及叶岩福等主要负责人无视法律法规、未落实安全生产主体责任等违规行为，是事故发生的主要原因；GPS监管平台运营服务商、行业协会、事故匝道提升改造工程业主、施工、监理单位未履行各自职责，是事故发生的重要原因。具体来说：瑞安市瑞阳危险品运输有限公司未按规定配备专职监控人员，签订虚假合同逃避GPS动态监控主体责任；未执行GPS动态监管制度，长期对动态监控中发现的驾驶员违规行为放任不管；将电子路单委托给七星公司代为制作，未履行监督主体责任，导致电子路单虚假填报；违规挂靠经营昌泰公司车辆。温州七星科技有限公司违规承接电子路单上传服务，帮助瑞阳公司逃避动态监管责任。温州市道路危险货物运输行业协会未如实开展安全生产标准化建设等级评定，未发现瑞阳公司于2018年度、2019年度企业安全生产标准化建设自评报告中弄虚作假的行为。台州市路马交通安全设施有限公司则未按标准规范进行施工浙江台州高速公路集团股份有限公司、台州市公路水运工程监理咨询有限公司未履行监管、监理责任，对事故所处路段护栏施工不符合标准失管，也未组织竣工验收。:12-15

### 相关部门、党委政府主要问题
调查组认为，地方交通运输主管部门、公安机关、公路管理部门也存在监管不力的问题。调查组认定：地方交通运输主管部门瑞安市道路运输管理局未严格履行企业安全管理监管职责，履行危险货物道路运输经营许可证核发，危险货物运输车辆GPS动态监控工作考核和危险货物运输企业日常安全监督检查等职责不力。温州市公路与运输管理中心（原温州市道路运输管理局）的换证审批把关不严、业务指导监督不力、安全检查开展不实，在瑞阳运输公司存在未配备专职动态监控人员、企业负责人没有安全资格证、未配备专职安全员等不符合换证条件的情况下同意换发道路危险货物运输经营许可证，对瑞阳运输公司存在的安全隐患及相关违规行为未认真排查。瑞安市交通运输局、温州市交通运输局则对同级道路运输管理局具体实施的危险货物道路运输安全监管工作监督管理不力，对瑞阳运输公司存在的违法、违规行为未认真督查。:15-17
调查组认定：瑞安市公安局交警大队开展动态监控记录的交通违法信息查处工作不到位，对动态监控中记录的驾驶员违法驾驶信息未严格检查和处理；监督检查瑞阳公司交通安全主体责任落实情况不到位，对驾驶员安全培训教育工作不到位。瑞安市公安局、温州市公安局交通管理局则未认真督促指导瑞安市公安局交警大队履行监管职责。浙江省公安厅高速交警总队台州支队也存在对高速公路危险运输车辆超速行驶的违法行为管理不到位的问题。台州市公路与运输管理中心（原台州市公路管理局）作为公路管理部门，对台州市高速公路集团股份有限公司在事故匝道旋转式防撞护栏提升改造过程中未按设计施工、未及时验收等违规问题监管不力，也对高速公路养护质量监管不到位。:17
调查组还认定：瑞安市玉海街道办事处对辖区危险货物道路运输企业日常安全监管不到位，开展安全生产检查工作不深入；瑞安市政府对安全生产责任制落实不到位，未有效督促瑞安市交通运输局、公安局等部门开展道路交通运输安全监管工作；中共瑞安市委领导和组织推动履行安全生产监管责任不到位。:17-18

### 处理结果
事故调查组建议交通运输部门依法对瑞阳运输公司、温州七星科技有限公司、事故道路交通设施安全等级提升改造工程相关企业、温州市道路危险货物运输行业协会作出行政处罚。责成温州市人民政府向省政府作出深刻检查，并抄报省监委、省应急管理厅；责成瑞安市委、市政府向温州市委、市政府作出深刻检查。:22
瑞安市瑞阳危险品运输有限公司法定代表人叶岩福，瑞阳运输公司经理（主管安全生产）叶岩和于2020年6月15日被刑事拘留，现以涉嫌重大责任事故罪被依法逮捕。瑞阳运输公司安全员（兼车辆动态系统监控员）赵磊，瑞阳运输公司车队长郑兴于2020年6月15日被刑事拘留，现以涉嫌重大责任事故罪被依法监视居住。温州七星科技有限公司法定代表人杨翔，瑞安市开源管道燃气有限公司总经理、浙江瑞源燃气集团公司副总经理陈勤义于2020年6月18日被刑事拘留，现以涉嫌重大责任事故罪被依法监视居住。:18-19
中国共产党浙江省纪律检查委员会、浙江省监察委员会组织开展审查调查，对30名责任人员作出问责处理，名單如下：:19-22
1. 麻胜聪，瑞安市委书记，给予党内警告处分。
2. 秦肖，瑞安市委副书记、市长，给予政务记过处分。
3. 张榜桃，瑞安市委常委、常务副市长，给予政务记大过处分。
4. 沈林海，瑞安市玉海街道党工委副书记、办事处主任，给予政务记大过处分。
5. 董庆华，永嘉县人大常委会党组书记、主任（温州市交通运输局原党委书记、局长），给予政务记过处分。
6. 王航宇，温州市公路与运输管理中心党委书记、主任，给予政务记大过处分。
7. 陈代庆，温州市公路与运输管理中心党委委员、副主任（温州市道路运输管理局原党委委员、副局长），给予党内严重警告处分。
8. 徐明秋，温州市交通运输综合行政执法队退休干部（温州市道路运输管理局原货运物流处处长），给予党内严重警告处分。
9. 张宪达，温州市公路与运输管理中心货运物流处处长，给予党内严重警告、政务降级处分。
10. 丁良才，瑞安市交通运输局党委书记、局长，给予政务记大过处分。
11. 欧阳世国，瑞安市交通运输局党委委员、副局长，给予政务记大过处分。
12. 林克荣，瑞安市交通运输局党委委员、交通运输综合行政执法队队长，给予党内严重警告处分、免职处理。
13. 林伟哲，瑞安市交通运输局交通运输综合行政执法队工作人员（时任瑞安市道路运输管理局党总支委员、副局长），给予党内严重警告、政务降级处分。
14. 金林微，瑞安市交通运输局交通运输综合行政执法队工作人员（时任瑞安市道路运输管理局党总支委员、稽安科科长），给予党内严重警告、政务撤职处分。
15. 毛小华，瑞安市交通运输局交通运输综合行政执法队工作人员（时任瑞安市道路运输管理局货运物流管理科科长），给予政务撤职处分。
16. 袁国清，台州市红十字会党组书记、常务副会长（台州市交通运输局党委委员，台州市公路管理局原党委书记、局长），给予政务警告处分。
17. 冯顺剑，台州市公路与运输管理中心保留副局级待遇干部（台州市公路管理局原公路养护专项工程质量安全监督组组长），给予政务记大过处分。
18. 童桂正，台州市公路与运输管理中心副高级工程师（台州市公路管理局原副局长），给予政务记过处分。
19. 王辛微，浙江省公安厅高速交警总队台州支队队长，给予记大过处分。
20. 沈汝宽，浙江省公安厅高速交警总队台州支队副队长，给予党内严重警告、记大过处分。
21. 朱晖，浙江省公安厅高速交警总队台州支队三大队党支部书记、队长，给予撤销党内职务、撤职处分。
22. 徐志宏，温州市公安局党委委员、副局长（时任温州市公安局党委委员、公安交管局局长），给予政务警告处分。
23. 王小甫，瑞安市委常委、市公安局局长，给予政务记过处分。
24. 叶挺辉，瑞安市公安局党委委员、交警大队队长，给予党内严重警告、政务记过处分。
25. 贾剑标，瑞安市公安局交警大队副队长，给予党内严重警告、政务降级处分。
26. 陈盛近，瑞安市公安局交警大队玉海中队党支部组织委员、副中队长，给予撤销党内职务、政务撤职处分。
27. 谢文君，台州市政协社会法制和民族宗教委主任（浙江台州高速公路集团股份有限公司原党委书记、总经理、董事长），给予党内严重警告处分。
28. 郭伶，台州市公路水运工程监理咨询有限公司总经理，给予党内严重警告处分。
29. 于群智，台州市公路应急保障站副高级工程师（台州市路马交通安全设施有限公司原经理），给予党内严重警告、政务撤职处分。
30. 周志威，浙江台州高速公路集团股份有限公司原党委委员、副总经理、工程养护总监，因存在其他严重违纪违法并涉嫌职务犯罪行为，于2020年7月被开除党籍、开除公职，不再给予纪律处分。

## 后续及社会反应

### 宁波类似事故
6月18日下午3时30分，沈海高速（甬台温高速）往台州方向k1517+700（奉化不到）发生一起三车追尾事故，其中一辆是装载液化天然气的槽罐车空车，事故无人员受伤。当时两辆货车先发生了追尾，前车甩尾后碰到前方危化品车的尾部。危化品车属湖北牌照，从福建开往北仑。两次事故中车辆的目的地均为宁波市北仑区，均为槽罐车在甬台温高速上发生的事故，被认为是浙江高速公路再次“虚惊”。

### 谣言传播
事故发生后，網路上流传一段“浙江温岭一油罐车爆炸，现场视频画面曝光”的视频，被确定系谣言，并非现场视频。该视频拍摄于2018年8月6日，事故发生地在意大利博洛尼亚，曾在上海闵行、河北霸州等多地流传，都被确定为“张冠李戴”的谣言。此外也有谣言称事故是因槽罐车被追尾后发生爆炸，被公安部交通管理局辟谣，该槽罐车未和其他车辆接触。

### 各地安全生产检查
2020年6月份是中国第19个全国“安全生产月”。事故发生后，台州市下辖9个县市区（即椒江区、黄岩区、路桥区、温岭市、临海市、玉环市、三门县、天台县、仙居县）纷纷通过开展危化品安全管理工作检查、召开安全生产会议、进行演练培训等方式，加强安全生产工作。
6月14日下午，台州市召开危化品安全管理工作视频会议，台州市市长吴海平在会上强调“要深刻汲取事故教训，举一反三抓好安全隐患排查整治，全面加强全市危化品安全管理及安全生产工作”。6月18日下午，浙江省召开全省危化品运输安全专项整治工作电视电话会议。会上通报了爆炸事故情况，并分析了当前浙江省危化品领域存在的风险隐患。会上称，为深刻吸取此次事故教训，将在全省范围内开展为期一年的危化品运输安全“铁拳整治”专项行动，重点整治危化品等危险物品的道路运输。浙江省公安厅开展了全省公安交警系统“两客一危”交通安全隐患大排查大整治行动。6月22日，温州市委副书记、市长姚高员督查危险化学品安全整治工作，强调要深刻吸取G15沈海高速公路（温岭大溪段）槽罐车爆炸事故教训，深入开展危化品运输安全“铁拳整治”专项行动。至7月14日，浙江已累计停业停产整顿道路危险货物运输企业43家，淘汰注销6家，停运道路危险货物运输车辆546辆，危货车辆超速情况下降40%。
事故发生后，温州市、瑞安市两级安全生产委员会发布《关于开展全市危险货物运输安全大排查大整治专项行动的通知》，决定于6月17日至7月15日在全市范围内开展危险货物运输安全大排查大整治专项行动。

### 各界评价
中国监控化学品协会副理事长庞广廉指出，近年来危险化学品道路运输车的事故频发，而一旦发生事故就是危险性、破坏性极强的事件，对社会造成极大的影响。温岭槽罐车爆炸事故，再一次给危险化学品运输行业敲响了警钟，整顿危险化学品运输行业秩序，加强危险化学品运输安全管理已经刻不容缓。中国安全生产科学研究院原院长刘铁民告诉《中国新闻周刊》，危化品运输过程中如果发生火灾、爆炸和泄漏，事故造成的破坏力和杀伤力都非常大，然而针对这种特殊行业，并没有实行特殊的管理制度，即没有专门的法律法规和专门的监管机构。传统的监管机构往往存在人员不足、专业素质不高的问题。他认为，此次事件暴露的不仅是危险化学品运输的问题，更反映了中国在危化品的生产、储存、运输、使用环节中，监管力度还是不够。
2021年1月27日，最高人民检察院举行新闻发布会，通报办理危害生产安全刑事案件主要情况，发布第二十五批指导性案例。最高人民检察院第二检察厅厅长元明表示：“采矿、化工、交通运输、电力等领域的生产作业，不仅关涉企业运营和财产安全，更影响到职工和群众的生命安全，一旦发生事故，后果往往十分严重。2020年，浙江温岭槽罐车爆炸事故、重庆吊水洞煤矿安全事故均造成二十余人伤亡和巨额财产损失，社会影响恶劣。”
事故发生后，不少槽罐车司机聊天时谈及此事，一位师傅笑称“感觉我们整天都是背着一个炸药包在到处跑”。但接受东方网采访的槽罐车司机们，均表示对车辆自身安全有信心，他们表示车队每月都对车辆进行几次不定期抽查，师傅出车前也会进行自查等。一位温州本地的槽罐车司机则称，在事故发生两天后，他所在的油品运输公司专门召集大家召开安全会议。

## 延伸阅读
- 温岭日报：人民至上 生命至上——大溪救援24小时记录（页面存档备份，存于）